# Donald Feldmann
Donald Feldmann (Amsterdam, 1 december 1938) is een voormalig Nederlands voetballer. Hij was een aanvaller, die meestal op de linkervleugel speelde.
Feldmann begon bij AFC en speelde van 1957 tot 1962 in het eerste bij Ajax. Hij werd echter geen basisspeler bij de Amsterdamse club. In vijf seizoenen speelde hij er 61 wedstrijden. Tijdens zijn tijd bij Ajax speelde ook zijn oudere broer Wim Feldmann voor de club. Na Ajax vertrok de aanvaller naar ADO en speelde vanaf 1965 nog voor Blauw-Wit. Later zou Donald Feldmann als bestuurslid op het gebied van jeugd- en amateurzaken weer terugkeren bij Ajax. Ook is hij met zijn gezin gastouder geweest voor buitenlandse spelers bij Ajax. En speelde hij ook cricket bij ACC.

## Erelijst
Ajax
| Nationaal     |    |         |
| Landskampioen | 1x | 1959/60 |
| KNVB Beker    | 1x | 1960/61 |